# Щецинський трамвай
Щецинський трамвай (пол. Tramwaje w Szczecinie) — система електричного трамвая міста Щецин, відкрита 23 серпня 1879 року. Трамвайна система складається з 65,5 км колій, яким курсують 12 маршрутів. Ширина колії складає 1435 мм. Мережа є під орудою фірми Tramwaje Szczecińskie.

## Парк вагонів

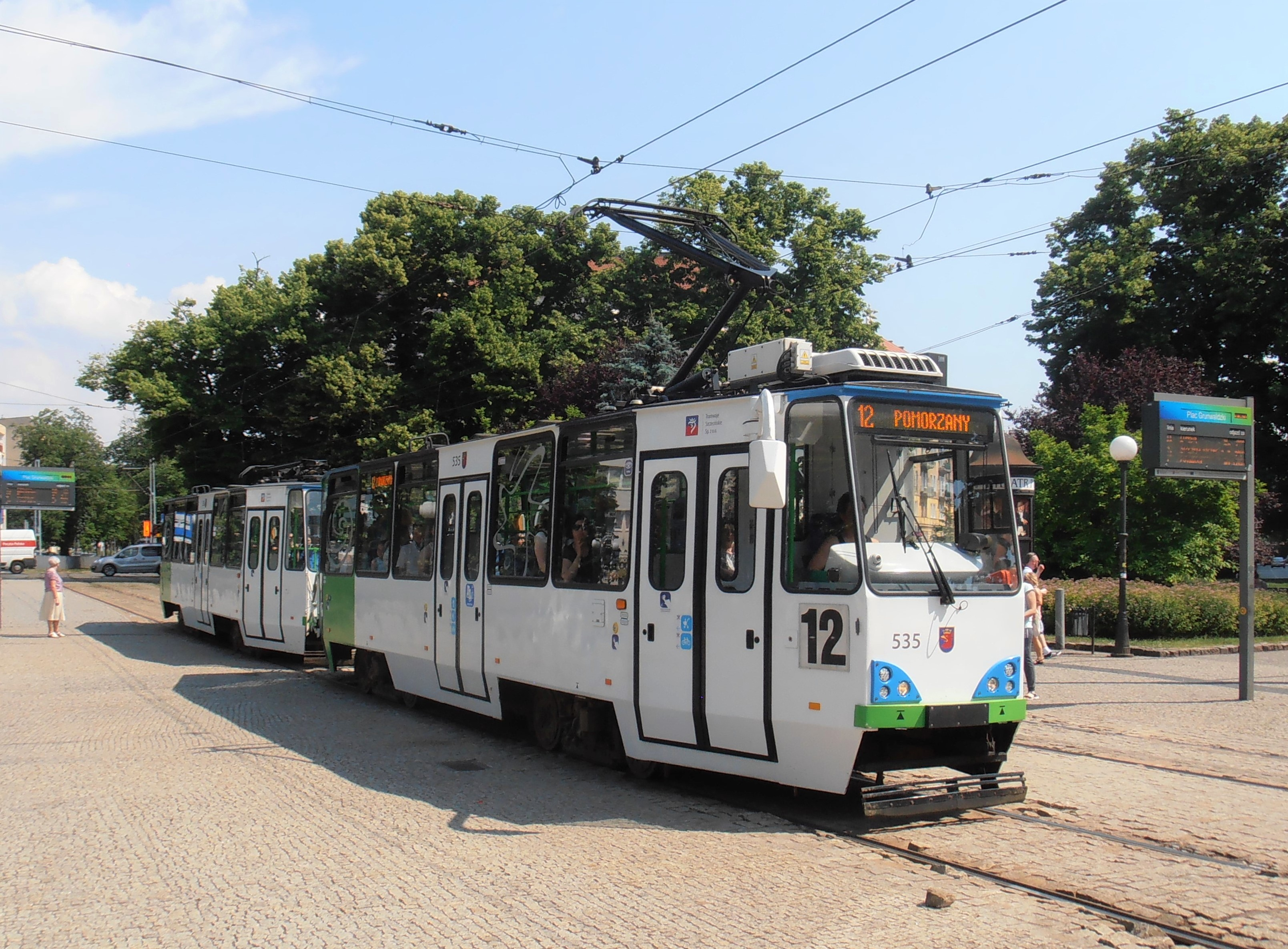
Трамвай 105Ng/2015 на Грюнвальдській площі

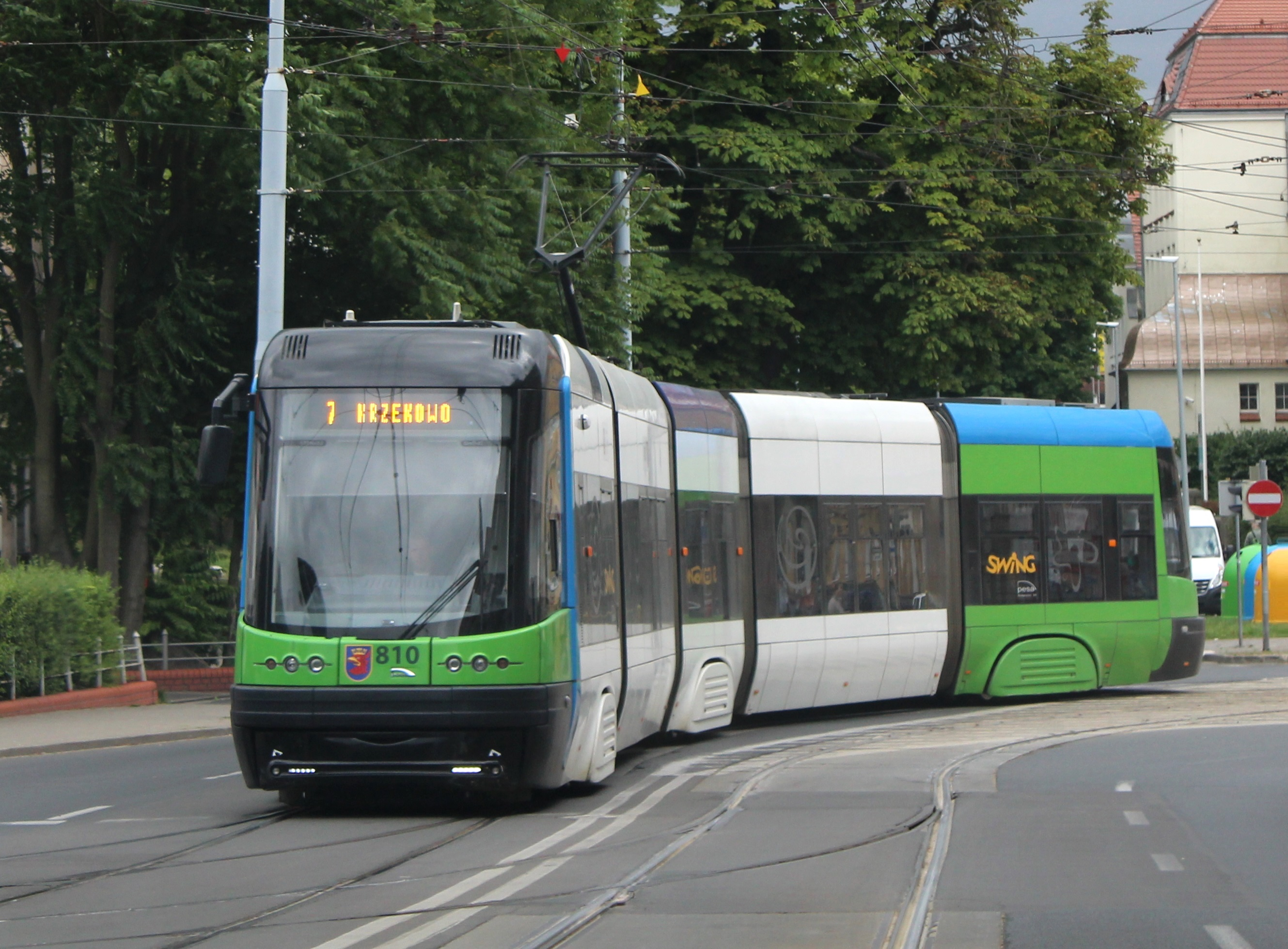
Pesa Swing на вулиці А. Міцкевича

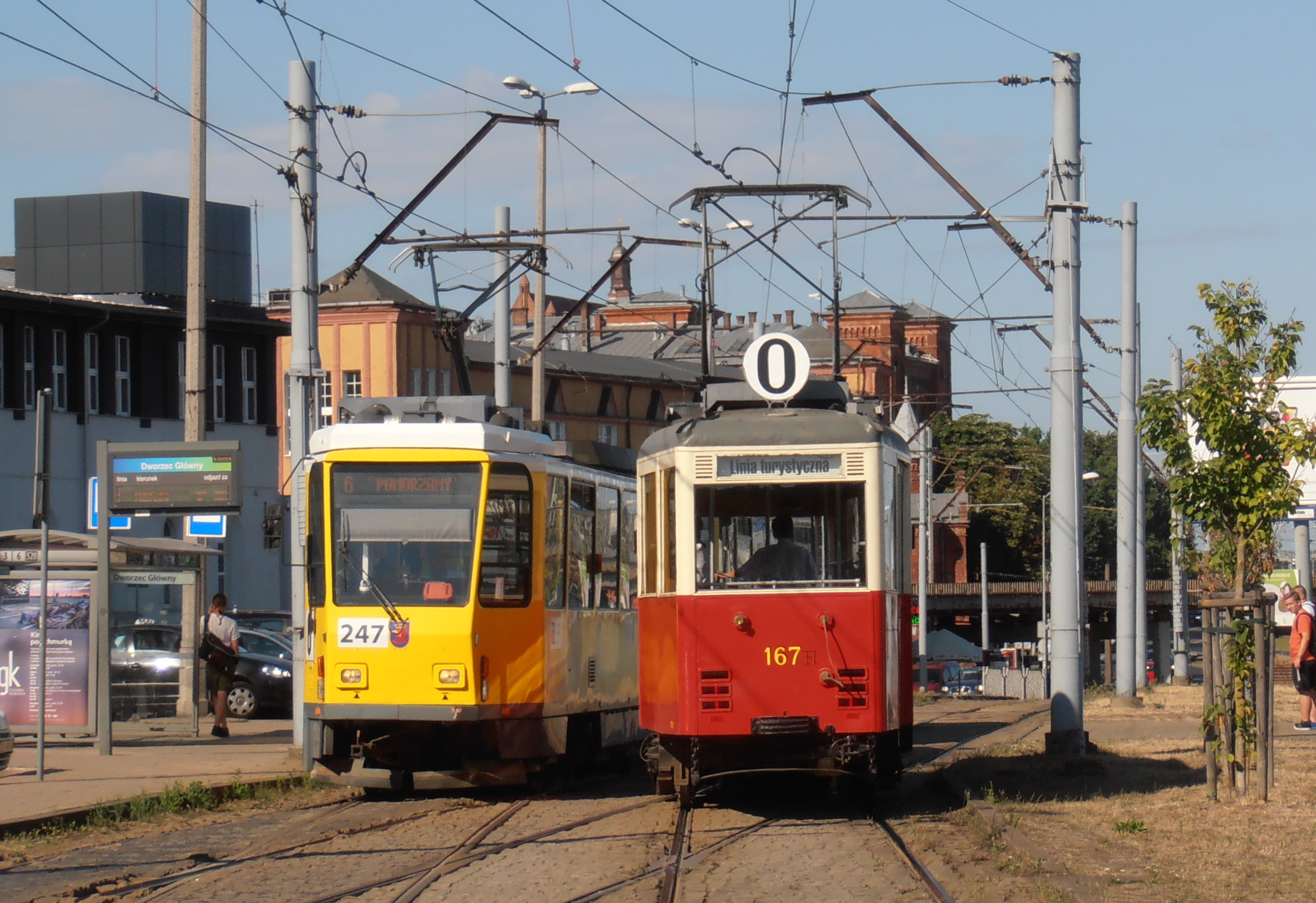
Konstal N (справа) перед залізничною станцією Щецин-Головний

Станом на 10 травня 2020 року на балансі «Tramwaje Szczecińskie» перебувало 199 вагони таких марок:
- Konstal 105Ng/2015 — модернізовані вагони Konstal 105Na. На них встановлювалася нова тиристорна система управління, а також модернізувався пасажирський салон. Модернізація проходила з 2000 до 2001 року, її пройшли 12 вагонів.[4]

- Konstal 105N2k/S/2000 — модернізовані вагони Konstal 105Na. На них встановлювалася нова тиристорна система управління, а також модернізувався пасажирський салон. Модернізація проходила в 2001 року, її пройшли 14 вагонів.[5]

- Protram 105N2k/D/2000

- Tatra KT4DtM — зчленований двосекційний чотиривісний односторонній трамвайний вагон, що серійно випускався підприємством «ČKD Tatra» з 1973 по 1997 роки. У 2006 та 2007 роках Щецин купив 27 користовані вагони «Tatra KT4DtM» в Берліні.[6] У 2010 та 2013 році було куплено ще 52 користованих вагонів Tatra KT4DtM.

- Tatra T6A2D — моторні односекційні чотиривісні вагони, що серійно випускався підприємством «ČKD Tatra» з 1988 по 1999 роки.[7] У 2007 та 2010 роках Щецин купив 52 користовані вагони «Tatra T6A2D» в Берліні.

- Moderus Alfa HF 09 — односекційний трамвайний вагон. Розроблений на базі вагону Konstal 105Na.

- Moderus Alfa HF 15 AC/HF 25 AC — односекційний трамвайний вагон. Розроблений на базі вагону Konstal 105Na. HF10AC є розвитком моделі HF09.

- Pesa 120NaS — зчленований, односторонній, п'ятисекційний, шестиосний трамвайний вагон з повністю низьким рівнем підлоги, розроблений компанією «Pesa». Є першим 100% низькопідлоговим трамваєм в Щецині. 1 лютого 2011 року перший трамвай № 801 вийшов на маршрут № 7.[8]

- Pesa 120NaS2 — зчленований, односторонній, п'ятисекційний, шестиосний трамвайний вагон з повністю низьким рівнем підлоги, розроблений компанією «Pesa». 12 березня 2013 року перший трамвай № 807 вийшов на маршрут № 8.[9]

- Moderus Beta MF 15 AC/MF 25 AC/MF 29 AC BD — трисекційний частково низькопідлоговий трамвайний вагон.

### Вагони, які раніше експлуатувалися
- LOWA EB50 — серія східнонімецьких причепніх вагонів. У 1954 році надійшло 16 вагонів з Варшави.[10]

- Konstal 105N — моторні односекційні чотиривісні вагони. Почали надходити з заводу Konstal 1975 року. Ці вагони постачалися до Щецина до 1979 року. Всього було придбано 98 таких вагони; вони отримали номери від 631 до 728.  У грудні 2014 року всі вагони були виведені з експлуатації.[11]

- Konstal 106Na — чотиривісні трамвайні вагони. Всього було придбано 2 таких вагонів (номери 781–782).

- Konstal 105Np — чотиривісні моторні вагони, наступники 105Na. Всього було придбано 2 таких вагонів (номери 1035–1036).

- Konstal 105Na — високопідлогові моторні чотиривісні вагони. Вони почали надходити з заводу у Хожуві у 1981 році. Наступні поставки припадають на  1981–1992 роки. За цей час було придбано 74 таких вагонів.

### Музейні вагони
- Nordwaggon Bremen № 144

- Düwag GT6 № 919

- Konstal 105N № 720 та № 701

- Düwag B4 № 953/Düwag B4 (l) № 551

- Konstal N № 167/Konstal ND — серія вагонів, яка вироблялася у двох модифікаціях: моторній (N) і причепній (ND). Надходили до Щецина з 1948 ро 1956 роки.

- Konstal 4N/Konstal 4ND — серія вагонів, яка вироблялася у двох модифікаціях: моторній (4N) і причепній (4ND). Надходили до Щецина з 1956 ро 1962 роки.

- Konstal 102Na № 606 — зчленований двосекційний тривісний односторонній високопідлоговий трамвайний вагон, що серійно випускався підприємством «Konstal» з 1971 по 1973 роки. Всього у Щецині працювали 30 вагонів.

## Трамвайні депо

### Сучасні депо

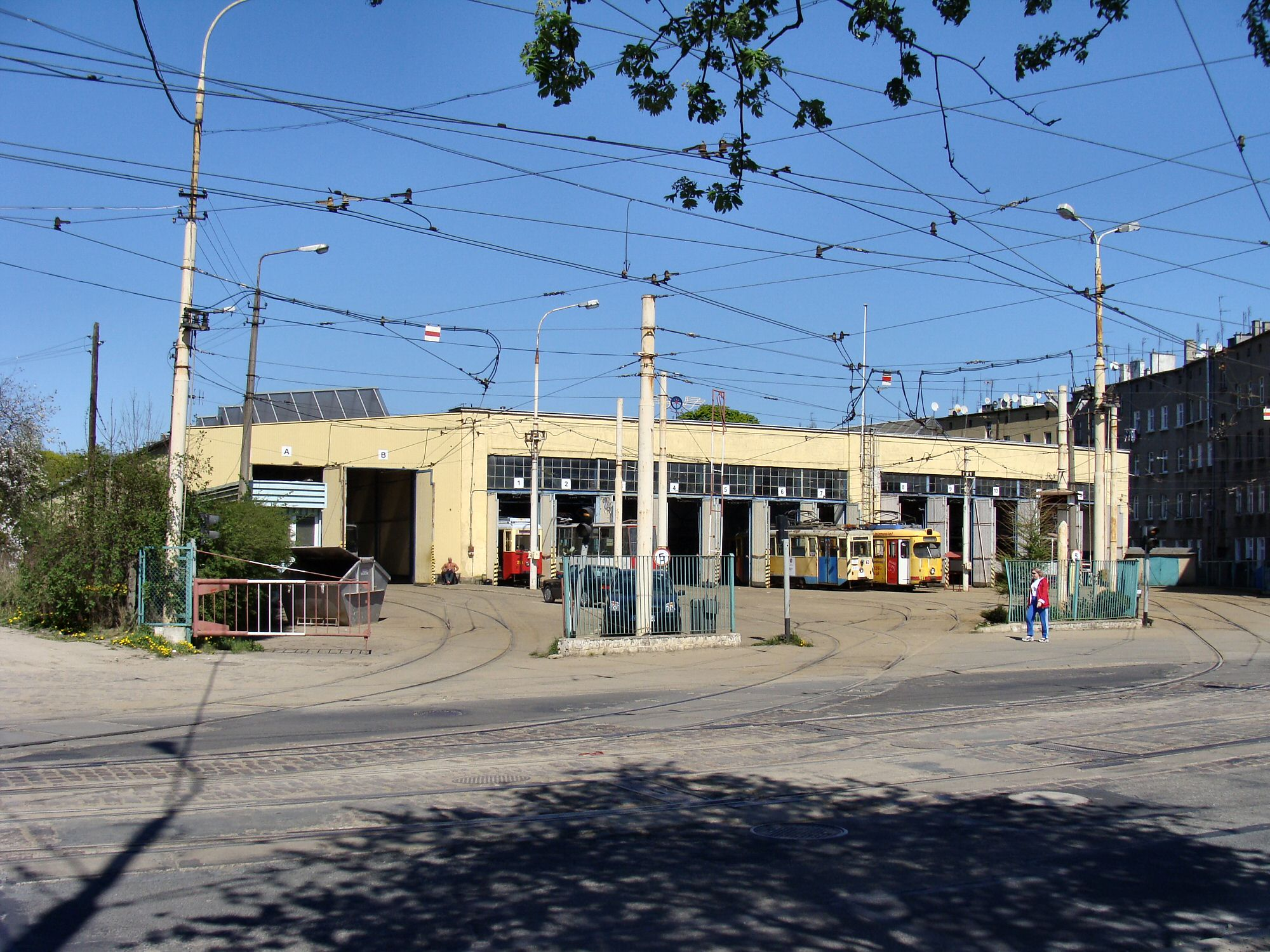
Трамвайне депо «Ґоленцьін»

Сьогодні у Щецині є два трамвайні депо:
- Трамвайне депо «Поґодно» — обслуговує маршрути № 1, 2, 3, 4, 5, 7, 8, 9, 10, 12; експлуатує вагони Tatra KT4DtM, Tatra T6A2D, Pesa 120NaS, Pesa 120NaS2, Moderus Beta MF15AC.

- Трамвайне депо «Ґоленцьін» — обслуговує маршрути № 3, 5, 6, 11 i 12; експлуатує вагони Konstal 105Na, Konstal 105Ng/2015, Konstal 105N2k/S/2000, Protram 105N2k/D/2000, Tatra T6A2D, Moderus Alfa HF09, Moderus Alfa HF10AC.

### Трамвайні депо, що існували в минулому
- Трамвайне депо «Нємєжин» (існувало у 1907—2004 роках).

- Трамвайне депо на вул. Христофора Колумба (існувало у 1885—1990 роках).

- Трамвайне депо на вул. Піотра Скарґі (був найпершим депо електричного трамвая; існувало у 1885—1994 роках).

## Трамвайні маршрути
|  | Маршрут                                                                                          | Довжина | Розклад                                           |
|  | ------------------------------------------------------------------------------------------------ | ------- | ------------------------------------------------- |
|  | Ґлембокє ↔ Потуліцка Głębokie ↔ Potulicka                                                        | 9,4 км  | 1 [Архівовано 12 червня 2018 у Wayback Machine.]  |
|  | Двожец Нєбушево ↔ Туркусова Dworzec Niebuszewo ↔ Turkusowa                                       | 11,5 км | 2 [Архівовано 19 липня 2018 у Wayback Machine.]   |
|  | Трамвайне депо «Поґодно» – Ляс Арконьскі – Поможани Zajezdnia Pogodno – Las Arkoński – Pomorzany | 8,7 км  | 3 [Архівовано 19 липня 2018 у Wayback Machine.]   |
|  | Кжеково ↔ Поможани Krzekowo ↔ Pomorzany                                                          | 7,7 км  | 4 [Архівовано 19 липня 2018 у Wayback Machine.]   |
|  | Кжеково ↔ Сточнья Щесьіньска Krzekowo ↔ Stocznia Szczecińska                                     | 7,6 км  | 5 [Архівовано 12 червня 2018 у Wayback Machine.]  |
|  | Ґоцлав ↔ Поможани Gocław ↔ Pomorzany                                                             | 10,9 км | 6 [Архівовано 18 липня 2018 у Wayback Machine.]   |
|  | Кжеково ↔ Туркусова Krzekowo ↔ Turkusowa                                                         | 14,1 км | 7 [Архівовано 18 липня 2018 у Wayback Machine.]   |
|  | Ґумєньце ↔ Туркусова Gumieńce ↔ Turkusowa                                                        | 13 км   | 8 [Архівовано 18 липня 2018 у Wayback Machine.]   |
|  | Ґлембокє ↔ Потуліцка Głębokie ↔ Potulicka                                                        | 8,9 км  | 9 [Архівовано 18 липня 2018 у Wayback Machine.]   |
|  | Ляс Арконьскі ↔ Ґумєньце Las Arkoński ↔ Gumieńce                                                 | 9,5 км  | 10 [Архівовано 19 липня 2018 у Wayback Machine.]  |
|  | Людова ↔ Поможани Ludowa ↔ Pomorzany                                                             | 8,7 км  | 11 [Архівовано 12 червня 2018 у Wayback Machine.] |
|  | Двожец Нєбушево ↔ Поможани Dworzec Niebuszewo ↔ Pomorzany                                        | 6,9 км  | 12 [Архівовано 18 липня 2018 у Wayback Machine.]  |

## Вартість і оплата проїзду
В трамваях (як і в іншому громадському транспорті міста) немає кондукторів: в салоні трамваїв та автобусів встановлені термінали для компостування квитків. Квитки продаються в кіосках міста, а також спеціальних автоматах. Вартість квитків залежить від часу поїздки.